# Préposition
En grammaire, la préposition (du mot latin praepositio < prae- « avant, devant » + positio « position ») est un mot-outil invariable qui a le rôle, dans un rapport syntaxique de subordination, de relier un constituant de la phrase à un autre constituant, le second étant le complément ou l’attribut du premier. Le terme que la préposition introduit est appelé son régime, (ou parfois son complément). La préposition et son régime (le plus souvent un syntagme nominal ou un pronom) forment un syntagme (ou groupe) prépositionnel.
La préposition fait partie de la classe plus large des adpositions, dans laquelle elle se distingue par sa place (elle est antéposée à son régime, par opposition aux postpositions qui, elles, sont placées après leur régime),,,.

## Morphosyntaxe des prépositions

### Prépositions primaires
On distingue tout d’abord des prépositions primaires, qui sont en même temps simples. En français, de telles prépositions sont à, de, en, entre, par, pour, sous, sur.
En dehors des prépositions primaires et simples, il existe d’autres prépositions, formées à partir de plusieurs éléments et souvent plus récentes dans l’histoire de la langue.

### Prépositions créées par composition
Il existe en outre des prépositions composées, formées d’éléments soudés en un seul mot, par exemple (fr) depuis. A noter que l’histoire de la langue a parfois rendu opaque ce type de formations qui sont devenues inanalysables en synchronie. Tel est le cas de la préposition avec qui provient du latin apud hoc « près de ceci ». Dans d’autres langues :
- (hr) ispod « de sous »; između « entre », nakraj « au bout de », usred « au milieu de », etc.[8] ;
- (ro) deasupra « au-dessus de », despre « au sujet de », « dinspre » « depuis » (sens spatial), prin « par, à travers », printre « parmi », etc.[7]

### Prépositions créées par conversion
Beaucoup de prépositions proviennent d’autres classes de mots, par conversion. Certains auteurs les appellent « prépositions secondaires ». Exemples :
- (fr)[6] :
  - de verbes au participe présent : concernant, durant, moyennant ;
  - de verbes au participe passé : excepté, vu ;
  - d’adjectifs : sauf ;
  - d’adverbes : hors ;
- (en)[10] :
  - de verbes au participe présent : concerning « concernant », following « suite à », regarding « concernant » ;
  - de verbes au participe passé : given « étant donné » ;
- (hr)[8] :
  - de noms au cas accusatif : kraj « à côté de », put « vers » ;
  - de noms au cas instrumental : pomoću « à l’aide de », povodom « à l’occasion de », putem « par le biais de » ;

Dans de nombreuses langues, un certain nombre de prépositions ont des formes identiques à des adverbes :
- (fr) après, avant, avec, contre, depuis, derrière, devant, etc.[1] ;
- (en) down « en bas (de) » up « en haut (de) », outside « dehors, hors de »[11] ;
- (hr) blizu « près (de) », poslije « après », prije « avant », van « dehors, hors de »[8].

### Les locutions prépositionnelles
On considère comme des locutions prépositionnelles ou prépositives les groupes de mots qui remplissent le rôle des prépositions. Ce sont le plus souvent des groupes qui incluent au moins une préposition proprement-dite et au moins un mot d’une autre classe qui, dans cette situation, n’est pas analysable.
En français il y a des locutions utilisées seulement avec des noms et des pronoms, comme à cause de, à compter de, à l’exception de, au-delà de, au-dessus de, grâce à, vis-à-vis de, etc. D’autres sont employées avec des verbes à l’infinitif et correspondent à des locutions conjonctives : afin de (cf. afin que), à seule fin de, avant de, de façon à, de peur de, etc..
Des grammairiens anglophones appellent ce genre de groupes complex prepositions, « prépositions complexes ». Exemples : because of « à cause de », due to « grâce à », except for « à l’exception de », instead of « au lieu de », in front of « devant, en face de », with reference to « concernant », in accordance with « conformément à ».
L’inventaire des locutions est ouvert. Il en apparaît continuellement des nouvelles, y compris par emprunt et par calque. En roumain, par exemple, la locution vizavi de est empruntée au français, în măsura « dans la mesure de » est un calque, în materie de « en matière de » est un calque contenant un nom emprunté. 

### Amalgame morphologique
Un amalgame consiste à associer deux morphèmes indépendants pour créer une seule unité. Ce phénomène peut toucher les prépositions. Ceci est par exemple fréquent dans la plupart des langues romanes, où certaines prépositions peuvent s’amalgamer aux articles définis. Ainsi, en français, de et à présentent la particularité de se contracter avec les articles définis le et les : la maison du berger, la maison des bergers, parler au médecin, parler aux médecins. Ce phénomène est présent en espagnol (de + el → del, a + el → al) et surtout en italien, où les combinaisons sont nombreuses (de + il → del, in + il → nel, su + il → sul). L’allemand combine aussi articles et prépositions (in + dem → im, in + das → ins, etc.).

## Sens des prépositions
Certaines prépositions ont un degré d’abstraction très élevé, ce qui ne permet pas leur représentation sensorielle. Telles sont en (fr) à ou de, souvent appelées « vides », « abstraites » ou encore « incolores » et qui ont été étudiées en français par Pierre Cadiot et Ebbe Spang-Hanssen entre autres. D’autres, ayant un degré d’abstraction moindre, permettent une représentation sensorielle limitée. De telles prépositions sont surtout celles à sens spatial et celles à sens temporel, comme avant ou après, appelées « prépositions pleines » ou « colorées »,.
À l’origine, les prépositions exprimaient des rapports spatiaux et temporels, puis on a commencé à les utiliser pour marquer divers rapports abstraits : de cause, de but, etc.. Ainsi, les prépositions (primaires pour l’essentiel) peuvent avoir plusieurs sens, dont certains plus concrets, d’autres plus abstraits, en fonction de leur contexte d’apparition et de leur distribution. En roumain, par exemple, la préposition pe, dont le sens concret est local, signifiant « sur », est devenue dans certains cas la marque du complément d’objet direct, ayant donc acquis un sens abstrait : ex. Pune paharul pe masă « Mets le verre sur la table » vs L-am văzut pe Gheorghe « J’ai vu Gheorghe ».
Les prépositions secondaires et les locutions ont des sens plus précis, concrets ou abstraits, conférés par les mots à contenu notionnel qu’elles contiennent.

## Syntaxe et distribution du syntagme prépositionnel
Les prépositions peuvent introduire des compléments divers. Ces compléments peuvent être subordonnées à des mots de natures variées (noms, verbes, adjectifs). Les syntagmes prépositionnels peuvent être ainsi :
- compléments du verbe : (fr) Pierre obéit à ses parents[22] ;
- compléments du nom : (cnr) vjera u uspjeh « croyance au succès »[23] ;
- compléments de l’adjectif : (fr) Les ultrasons ne sont pas perceptibles par nos sens[24] ;
- complément de l’adverbe : (en) There’s a cinema not far from here « Il y a un cinéma non loin d’ici »[25] ;
- interjection : (ro) vai de capul lui « pauvre de lui »[9].

Il y existe aussi des attributs du sujet ou du complément d’objet groupes prépositionnels :
- (fr) Il est en colère[26] ;
- (ro) Inelul e de aur « La bague est en or »[27] ;
- (en) Are you for the plan? « Êtes-vous pour le plan ? »[28] ;
- (sr) Narukvica je od srebra « Le bracelet est en argent »[29].

Le mot à sens lexical (le régime) »,, avec lequel la préposition forme un groupe prépositionnel complément peut être :
- un nom : (fr) Nous partirons après Noël[30] ;
- un pronom : (en) I can reserve a seat for you « Je peux réserver une place pour toi/vous »[31] ;
- un numéral : (hr) stol za dvoje « une table pour deux »[32] ;
- un adjectif : (fr) Elle est tout, hormis compétente[33] ;
- un adverbe : (fr) Il est parti pour toujours[34] ;
- un infinitif : (ro) dorința de a se întoarce « le désir de revenir »[9] ;
- un participe : (ro) mașină de scris « machine à écrire »[35].

En roumain, le régime de certaines prépositions peut être un adjectif possessif : înaintea mea « avant moi ».
La préposition peut parfois être suivie de toute une proposition : Il est sorti par où il était entré.

## Rection casuelle des prépositions
Dans les langues sans déclinaison, le mot qui suit la préposition ne change pas de forme par rapport à celle qu’il a lorsqu’il est employé sans préposition. C’est toujours le cas en français. En anglais, comme un vestige de l’époque où il avait une déclinaison, les prépositions sont suivies de la forme appelée « oblique » ou « objet » des pronoms personnels. Tous ont une telle forme, différente de celle appelée « sujet », sauf ceux de la 2e personne : me « moi », him « lui », her « elle », us « nous », them « eux/elles » : Describe him to me « Décris/Décrivez-le-moi ».
Dans les langues à déclinaison, en revanche, les prépositions imposent au moins un cas grammatical aux noms (et à ceux susceptibles de s’accorder avec ce dernier, comme les adjectifs ou les déterminants), ainsi qu’aux pronoms. On dit que la préposition régit un certain cas ou exerce une rection casuelle.

## Restrictions imposées à l’emploi de déterminants
Les prépositions peuvent être différentes par des restrictions qu’elles imposent ou n’imposent pas à l’emploi des déterminants en général et des articles en particulier avec les noms et les autres mots à valeur nominale, ainsi qu’avec certains types de pronoms. Pour les langues sans articles, comme BCMS, la question concerne seulement les autres déterminants.
En français on dit, par exemple, avec des nuances de sens différentes, dans l’enfer et en enfer. Dans a toujours un régime à déterminant, alors que en est le plus souvent construit sans déterminant.
En roumain, les régimes au génitif et ceux au datif ont toujours un déterminant qui porte lui-même le morphème de ces cas : deasupra câmpiei « au-dessus de la plaine » (le morphème du génitif porté par l’article défini), deasupra unei câmpii « au-dessus d’une plaine », datorită împrejurărilor « grâce aux circonstances », datorită unor împrejurări « grâce à des/certaines circonstances ». Par contre, la plupart des prépositions régissant l’accusatif n’apparaissent pas avec l’article défini si leur régime n’a pas d’épithète ou de complément : Mă duc la scoală « Je vais à l’école », Intru în casă « J’entre dans la maison ». Cependant, comme dans le cas de leurs correspondants français, le nom en cause est déterminé de façon définie, bien qu’il n’ait pas d’article.

## Prépositions et typologie des langues
Le poids des adpositions dans l’expression des rapports syntaxiques contribue au placement des langues sur l’échelle synthétisme – analytisme. De ce point de vue, les langues à déclinaison relativement développée, dans lesquelles le poids des adpositions est relativement réduit, sont plus synthétiques que celles à déclinaison plus réduite, voire inexistante, où le poids des adpositions est relativement important. Ainsi, les langues romanes sont plus analytiques que le latin. Les langues peuvent aussi être caractérisées en fonction de leur recours exclusif à un certain type d’adposition, par exemple soit prépositions, soit postpositions, ou selon le poids d’un type d’adposition par rapport à un autre dans les langues où il y en a deux.

## Prépositions dans certaines langues

### En anglais
L'une des spécificités de la syntaxe des prépositions anglaises est le phénomène de preposition stranding qui consiste à séparer la préposition de son régime. La plupart du temps, la préposition est placée seule en fin de phrase ou de proposition. Ceci se produit :
- dans les phrases passives : He can be relied on « On peut lui faire confiance » ;
- dans les interrogatives directes ou indirectes : What are you listening to? « Qu’est-ce que tu écoutes ? » ;
- dans les propositions relatives : The book I've told you about is a bestseller « Le livre dont je t’ai parlé est un bestseller ».

### En allemand
En allemand, les prépositions peuvent régir :
- l’accusatif (ohne « sans », gegen « contre », durch « à travers », für « pour »)[43] ;
- le datif (aus « hors de », zu « vers », nach « après », mit « avec », von « de »)[44] ;
- ou plus rarement le génitif (wegen « à cause de », anstatt « au lieu de », während « pendant », trotz « malgré »)[45]. Le génitif est parfois remplacé par le datif dans la langue contemporaine.

Certaines prépositions spatiales sont en outre dites « mixtes » : elles peuvent régir tantôt l’accusatif (pour exprimer le directif, c’est-à-dire pour indiquer qu’il y a un mouvement), tantôt le datif (pour exprimer le locatif, une position). C’est par exemple le cas de an « à » :
- Er läuft an die Tür (accusatif) « Il court à la porte » (directif, on indique un mouvement) ;
- Er steht an der Tür (datif) « Il se tient à la porte » (locatif, pas de mouvement, on indique une position).

L’allemand (ainsi que certaines langues germaniques) connaît en outre des proformes prépositionnelles assez nombreuses en da(r)- (darauf, darüber, davon, dabei). Elles sont utilisées pour reprendre des syntagmes prépositionnels contenant un nom d’inanimé déjà mentionnés dans le cotexte : 
Ich warte auf den Zug « J’attends le train » → Ich warte darauf « Je l’attends » (darauf remplace auf den Zug).
Quand un verbe se construit avec une préposition et a pour complément une proposition nominalisée (infinitive ou en dass par exemple), la proforme en da(r)- est utilisée pour annoncer cette proposition : 
Der Kunde legt großen Wert darauf, dass wir die Anleitung in Deutsch, Englisch und Französisch liefern « Le client tient beaucoup à ce que nous livrions le guide en allemand, en anglais et en français » (Ici, l’expression verbale transitive indirecte Wert legen, « accorder de l’importance » se construit avec la préposition auf.)

### En roumain
Dans des grammaires du roumain, on précise que les prépositions primaires et simples sont pour la plupart héritées du latin (cu « avec », de « de », după « après », fără « sans », în « en, dans », între « entre », la « à », lângă « près de », pe « sur », pentru « pour », până « jusqu’à », spre « vers », sub « sous », etc.), quelques-unes étant des emprunts, comme contra « contre ».
Dans cette langue, certaines prépositions créées par conversion ne changent pas de forme par rapport à leur base, provenant :
- de noms : grație « grâce à » ;
- de verbes au participe : potrivit « selon », mulțumită « grâce à », datorită « grâce à » ;
- de verbes au gerunziu : exceptând « excepté », privind « concernant » ;
- d’adverbes : contrar « contrairement à », conform « conformément à », drept « comme, en tant que ».

Il existe aussi des adverbes devenus prépositions par adjonction d’un article défini, qui est enclitique en roumain : dedesubtul (< l’adverbe dedesubt « au-dessous ») « au-dessous de », împrejurul « autour de », înăuntrul « à l’intérieur de », împotriva (< l’adverbe împotrivă « contre ») « contre », înaintea « avant, devant », înapoia « derrière ».
Le roumain étant une langue à déclinaisons, les cas régis par les prépositions primaires et à sens abstrait ne sont en général pas motivés, mais il y a des prépositions secondaires et des locutions qui exigent le même cas que lorsqu’ils étaient ou sont des mots à sens lexical, comme celles qui régissent le génitif en roumain. Par exemple, la préposition du groupe (ro) împrejurul pădurii « autour de la forêt », comme son équivalent français, garde le sens du nom correspondant à « tour », qu’il contient, et le rapport initial de possession qu’il entretient avec le mot correspondant à « forêt », c’est pourquoi elle exige le cas génitif pour ce dernier. De même, dans la locution du groupe (ro) în fața casei « en face de la maison », le nom fața n’est pas analysé en tant que tel, mais exige le cas génitif pour le noyau du complément, parce que celui-ci serait le possesseur de fața si ce mot-ci exprimait l’objet possédé.
En roumain, la plupart des prépositions régissent le cas accusatif, dont la forme ne diffère pas dans cette langue de celle du cas nominatif (ex. lângă foc « près du feu »), sauf de rares exceptions (ex. pentru tine « pour toi »). Il y a plusieurs prépositions et locutions utilisées avec le génitif (contra inundațiilor « contre les inondations », împrejurul turnului « autour de la tour », etc.) et quelques autres avec le datif : datorită / grație / mulțumită ajutorului « grâce à l’aide ».

### En BCMS
Dans des grammaires BCMS  également, on prend en compte des prépositions primaires et simples : bez « sans », do « jusqu’à », iz « de », među « entre », nad « au-dessus de », od « de, depuis, à partir de », pod « sous », protiv « contre », u « en, dans », etc..
La déclinaison étant relativement développée, la rection casuelle des prépositions est complexe. La plupart sont utilisées avec un seul cas, mais il y en a qui le sont avec deux, certaines même avec trois. Le choix du cas est le plus souvent déterminé par le sens de la préposition, mais il y en a qui sont utilisées avec deux cas tout en gardant le même sens, le cas étant dicté par le sens du verbe.
Exemples de prépositions utilisées avec un seul cas :
- avec le génitif : Sve će biti gotovo do jeseni « Tout sera prêt jusqu’à l’automne » ;
- avec le datif : Tako se on ponaša prema svim gostima « Il se comporte ainsi envers tous les invités » ;
- avec l’accusatif : Viđeli smo kroz prozor što se događa « Nous avons vu par la fenêtre ce qui se passait » ;
- avec l’instrumental : Stalno se svađa s komšijama « Il/Elle se dispute tout le temps avec ses voisins » ;
- avec le locatif : Postupite po zakonu! « Procédez conformément à la loi ! ».

Un exemple de préposition qui exige deux cas selon ses sens est s :
- avec le génitif : Crijep je pao s krova « La tuile est tombée du toit » ;
- avec l’instrumental : Susreo sam se s njim « Je l’ai rencontré » (litt. « Je me suis rencontré avec lui »).

Les cas utilisés avec certaines prépositions à sens spatial diffèrent selon le sens du verbe. Si le verbe exprime le déplacement vers un lieu, c’est l’accusatif qui est exigé : Golub je sletio na krov « Le pigeon a volé sur le toit ». Si, au contraire, le verbe n’exprime pas un tel déplacement (pouvant exprimer un déplacement sans but précisé), le cas est autre, avec la préposition de l’exemple précédent – le locatif : Golub je na krovu « Le pigeon est sur le toit ».
Il y a quelques prépositions qui sont employées avec deux cas différents selon le critère ci-dessus et avec un troisième lorsqu’elles ont un autre sens. Telle est la préposition u :
- avec l’accusatif, si le verbe exprime le déplacement vers un lieu : Idemo u šumu « Nous allons dans la forêt » ;
- avec le locatif, si le verbe n’exprime pas un tel déplacement : U šumi se čuje cvrkut ptica « Dans la forêt on entend le gazouillis des oiseaux » ;
- avec le génitif, si la préposition exprime la possession : U Milice duge trepavice « Milica a de longs cils » (litt. « Chez Milica longs cils »).